# 胡安·马尔达西那
胡安·马丁·马尔达西那（西班牙語：Juan Martin Maldacena，1968年9月10日—），阿根廷理论物理学家，专长广义相对论和超弦理论。他在1997年首先提出了在反德西特空间背景下某些超引力理论和边界上共形场论的对偶关系，即AdS/CFT对偶猜想。这一发现是超弦理论的最重要结果之一，也被广泛用于粒子物理和宇宙学现象学研究中。他现在是普林斯顿高等研究院的教授。

## 生平
马尔达西那在圣马丁将军军事高中完成了中学课程，在那儿以学士（bachiller）和步兵武装预备少尉的身份毕业。1986年到1988年在布宜诺斯艾利斯大学接受高等教育，并继续在巴尔塞罗研究所工作，并于1991年获得物理学学士学位。1996年，在柯蒂斯·卡伦的监督下获得普林斯顿大学博士学位。然后，他开始在罗格斯大学担任博士后。
1997年，以副教授加入哈佛大学，成为当时哈佛历史上最年轻的副教授。1999年晋升为正教授。
1998年，纽约时报提到他是因为在物理学家主要年度会议上的演讲引起了骚动，当时他提出了马尔达西那猜测（即现今的AdS/CFT对偶理论），试图解决广义相对论和量子力学之间存在的矛盾。
自2002年以來，他一直在新澤西州普林斯顿高等研究院擔任教授。
2012年，因基础物理学而荣获尤里·米尔纳奖。
2013年，因成为阿根廷科技十年最杰出人物，与阿尔贝托·考尔布利希特共同获得闪耀Konex奖。
2016年，汤森路透知识产权与科学部将他纳入了一项关于“世界上最具影响力的科学思想”的研究。
2018年，因在理解黑洞的量子物理学方面做出的贡献以及第一个提出量子场论与引力量子理论之间的基本关系而获得了洛伦兹奖章，成为第一个西班牙语国家中获得此殊荣的人。
他自称天主教徒，并于2013年被任命为宗座科學院的成员。但早在2002年时，他已经从若望保禄二世获得了庇护十二世勋章，以表彰他“在他的领域中的杰出研究”。

## 受頒獎項
馬爾達西那受頒的獎項如下：
- 艾爾弗·斯隆基金獎學金，1998年
- Packard Fellowship in Science and Engineering，1998年
- 麦克阿瑟奖，1999年[10]
- UNESCO Husein Prize for Young Scientists，1999年
- 賽克勒獎物理項目，2000年
- Xanthopoulos International Award for Research in Gravitational Physics,[11]，2001年
- Pius XI Medal，2002年
- Edward A. Bouchet Award[12]，美國物理學會，2004年
- 丹尼·海涅曼数学物理奖, 2007年
- 狄拉克奖章, 2008年
- 波梅兰丘克奖, 2012年
- 基礎物理學突破獎，2012年[13]
- Diamond Konex Award as the most important scientist in the last decade in Argentina，2013年
- 洛伦兹奖章, 2018年
- 阿尔伯特·爱因斯坦奖章，2018年[14]
- 伽利略·伽利莱奖章，2019年[15][16]

## 參閱
- AdS/CFT對偶（馬爾達西那對偶/Maldacena duality）
- 全像原理
- ER=EPR

## 外部連結
- Maldacena's web page at the Institute （页面存档备份，存于）
- Maldacena Theme tree （页面存档备份，存于）